# ダバオNCCCモール火災
ダバオNCCCモール火災は、2017年12月23日にフィリピン・ダバオのショッピングセンターで発生した火災である。
現場は4階建ての「NCCCモールダバオ」。23日朝3階から出火、4階に入居する24時間コールセンターの従業員らが建物の中に閉じ込められ、38人が死亡した。
出火当時、近くで平成29年台風27号による洪水被害が発生しており、被災者に寄付するための飲料水や食品を買い求める人々がスーパーマーケットのレジで長い列を成していたといわれる。